# Oak City (Caroline du Nord)
Pour les articles homonymes, voir Oak City.
Oak City est une ville américaine située dans le comté de Martin dans l'État de Caroline du Nord. En 2010, sa population était de 317 habitants.

## Démographie
| 1900 | 1910 | 1920 | 1930 | 1940 | 1950 |
| ---- | ---- | ---- | ---- | ---- | ---- |
| 115  | 251  | 397  | 481  | 512  | 518  |

| 1960 | 1970 | 1980 | 1990 | 2000 | 2010 |
| ---- | ---- | ---- | ---- | ---- | ---- |
| 574  | 559  | 475  | 389  | 339  | 317  |

## Source de la traduction
- (en) Cet article est partiellement ou en totalité issu de l’article de Wikipédia en anglais intitulé « Oak City, North Carolina » (voir la liste des auteurs).